# Associazione Calcio Vicenza 1948-1949
Questa voce raccoglie le informazioni riguardanti l'Associazione Calcio Vicenza nelle competizioni ufficiali della stagione 1948-1949.

## Rosa
| N. |                   | Ruolo | Calciatore             |
| -- | ----------------- | ----- | ---------------------- |
|    | Italia (bandiera) | A     | Francesco Carta        |
|    | Italia (bandiera) | A     | Renato Cattaneo        |
|    | Italia (bandiera) | D     | Luigi Coeli            |
|    | Italia (bandiera) | P     | Emanuele Dalla Fontana |
|    | Italia (bandiera) | C     | Giancarlo Fabrello     |
|    | Italia (bandiera) | C     | Marcello Filippi       |
|    | Italia (bandiera) | A     | Dino Gozzi             |
|    | Italia (bandiera) | D     | Mario Marini           |
|    | Italia (bandiera) | A     | Sergio Milani          |
|    | Italia (bandiera) | A     | Alfonso Dante Mion     |
|    | Italia (bandiera) | C     | Pasquale Morisco       |

| N. |                   | Ruolo | Calciatore            |
| -- | ----------------- | ----- | --------------------- |
|    | Italia (bandiera) | A     | Cosimo Muci           |
|    | Italia (bandiera) | D     | Aldo Parena           |
|    | Italia (bandiera) | P     | Giano Pattini         |
|    | Italia (bandiera) | A     | Bruno Quaresima       |
|    | Italia (bandiera) | D     | Ernesto Sandroni      |
|    | Italia (bandiera) | C     | Alfonso Santagiuliana |
|    | Italia (bandiera) | C     | Rolando Spanevello    |
|    | Italia (bandiera) | C     | Ferruccio Valcareggi  |
|    | Italia (bandiera) | D     | Renzo Venturi         |
|    | Italia (bandiera) | A     | Albano Vicariotto     |
|    | Italia (bandiera) | A     | Luigi Zambelli        |

## Risultati

### Serie B

#### Girone di andata
| 19 settembre 1948 1ª giornata | Vicenza | 2 – 1 | Spezia |  |

| 26 settembre 1948 2ª giornata | Empoli | 0 – 0 | Vicenza |  |

| 3 ottobre 1948 3ª giornata | Pisa | 1 – 2 | Vicenza |  |

| 10 ottobre 1948 4ª giornata | Vicenza | 1 – 2 | Lecce |  |

| 17 ottobre 1948 5ª giornata | Vicenza | 3 – 0 | Salernitana |  |

| 24 ottobre 1948 6ª giornata | Seregno | 0 – 1 | Vicenza |  |

| 31 ottobre 1948 7ª giornata | Vicenza | 1 – 0 | SPAL |  |

| 4 novembre 1948 8ª giornata | Parma | 0 – 1 | Vicenza |  |

| 7 novembre 1948 9ª giornata | Legnano | 2 – 0 | Vicenza |  |

| 14 novembre 1948 10ª giornata | Vicenza | 3 – 0 | Cremonese |  |

| 21 novembre 1948 11ª giornata | Pro Sesto | 0 – 0 | Vicenza |  |

| 27 ottobre 1946 12ª giornata | Vicenza | 4 – 1 | Verona |  |

| 5 dicembre 1948 13ª giornata | Brescia | 0 – 2 | Vicenza |  |

| 30 dicembre 1948 14ª giornata | Vicenza | 2 – 0 | Napoli |  |

| 12 dicembre 1948 15ª giornata | Como | 3 – 1 | Vicenza |  |

| 19 dicembre 1948 16ª giornata | Vicenza | 4 – 1 | Alessandria |  |

| 26 dicembre 1948 17ª giornata | Vicenza | 2 – 1 | Venezia |  |

| 2 gennaio 1949 18ª giornata | Reggiana | 2 – 0 | Vicenza |  |

| 6 gennaio 1949 19ª giornata | Vicenza | 4 – 1 | Arsenaltaranto |  |

| 9 gennaio 1949 20ª giornata | Pescara | 0 – 0 | Vicenza |  |

| 16 gennaio 1949 21ª giornata | Vicenza | 4 – 0 | Siracusa |  |

#### Girone di ritorno
| 23 gennaio 1949 22ª giornata | Spezia | 1 – 1 | Vicenza |  |

| 30 gennaio 1949 23ª giornata | Vicenza | 4 – 1 | Empoli |  |

| 6 febbraio 1949 24ª giornata | Vicenza | 2 – 2 | Pisa |  |

| 13 febbraio 1949 25ª giornata | Lecce | 4 – 1 | Vicenza |  |

| 20 febbraio 1949 26ª giornata | Salernitana | 4 – 0 | Vicenza |  |

| 6 marzo 1949 27ª giornata | Vicenza | 1 – 1 | Seregno |  |

| 13 marzo 1949 28ª giornata | SPAL | 5 – 0 | Vicenza |  |

| 20 marzo 1949 29ª giornata | Vicenza | 1 – 1 | Parma |  |

| 3 aprile 1949 30ª giornata | Vicenza | 5 – 1 | Legnano |  |

| 10 aprile 1949 31ª giornata | Cremonese | 1 – 0 | Vicenza |  |

| 17 aprile 1949 32ª giornata | Vicenza | 0 – 0 | Pro Sesto |  |

| 24 aprile 1949 33ª giornata | Verona | 4 – 3 | Vicenza |  |

| 1º maggio 1949 34ª giornata | Vicenza | 3 – 0 | Brescia |  |

| 8 maggio 1949 35ª giornata | Napoli | 1 – 0 | Vicenza |  |

| 15 maggio 1949 36ª giornata | Vicenza | 2 – 1 | Como |  |

| 29 maggio 1949 37ª giornata | Alessandria | 0 – 0 | Vicenza |  |

| 5 giugno 1949 38ª giornata | Venezia | 2 – 0 | Vicenza |  |

| 12 giugno 1949 39ª giornata | Vicenza | 2 – 0 | Reggiana |  |

| 19 giugno 1949 40ª giornata | Arsenaltaranto | 2 – 0 | Vicenza |  |

| 26 giugno 1949 41ª giornata | Vicenza | 6 – 2 | Pescara |  |

| 3 luglio 1949 42ª giornata | Siracusa | 0 – 1 | Vicenza |  |

## Statistiche

### Statistiche di squadra
| Competizione | Punti | In casa | In casa | In casa | In casa | In casa | In casa | In trasferta | In trasferta | In trasferta | In trasferta | In trasferta | In trasferta | Totale | Totale | Totale | Totale | Totale | Totale | DR  |
| Competizione | Punti | G       | V       | N       | P       | Gf      | Gs      | G            | V            | N            | P            | Gf           | Gs           | G      | V      | N      | P      | Gf     | Gs     | DR  |
| ------------ | ----- | ------- | ------- | ------- | ------- | ------- | ------- | ------------ | ------------ | ------------ | ------------ | ------------ | ------------ | ------ | ------ | ------ | ------ | ------ | ------ | --- |
| Serie B      | 51    | 21      | 16      | 4       | 1       | 56      | 16      | 21           | 5            | 5            | 11           | 13           | 32           | 42     | 21     | 9      | 12     | 69     | 48     | +21 |

### Statistiche dei giocatori
| Giocatore        | Serie B  | Serie B |
| Giocatore        | Presenze | Reti    |
| ---------------- | -------- | ------- |
| F. Carta         | 1        | 0       |
| R. Cattaneo      | 42       | 14      |
| L. Coeli         | 12       | 0       |
| E. Dalla Fontana | 23       | -?      |
| G. Fabrello      | 15       | 0       |
| M. Filippi       | 8        | 0       |
| D. Gozzi         | 16       | 0       |
| M. Marini        | 2        | 0       |
| S. Milani        | 1        | 0       |
| A. Mion          | 1        | 1       |
| P. Morisco       | 25       | 8       |
| C. Muci          | 40       | 12      |
| A. Parena        | 33       | 0       |
| G. Pattini       | 19       | -?      |
| B. Quaresima     | 40       | 14      |
| E. Sandroni      | 35       | 0       |
| A. Santagiuliana | 39       | 4       |
| R. Spanevello    | 28       | 0       |
| F. Valcareggi    | 39       | 11      |
| R. Venturi       | 10       | 0       |
| A. Vicariotto    | 3        | 0       |
| L. Zambelli      | 29       | 4       |